# Maytenus chiapensis
Maytenus chiapensis är en benvedsväxtart som beskrevs av Lundell. Maytenus chiapensis ingår i släktet Maytenus och familjen Celastraceae. Inga underarter finns listade.